# ひまわりの約束
「ひまわりの約束」（ひまわりのやくそく）は、秦基博の17枚目のシングル。

## 解説
- 16thシングル「ダイアローグ・モノローグ」から約4ヶ月ぶりのリリース。2014年第二弾シングル。
- 期間生産限定盤と通常盤の2種同時発売。通常盤は、初回プレス分のみスリーブケース仕様。
- 期間生産限定盤は、ドラえもんコラボレーション・ジャケット&スリーブケース仕様、ジャケット絵柄ミニ・ステッカー封入。さらにスペシャル・プレゼント応募ハガキ封入。
- 対象店舗または秦が出演する夏フェス・イベント会場で購入すると、手書き歌詞&コード譜入り特製アナザージャケットが先着順にプレゼントされた。
- 同年12月24日には、「ひまわりの約束-Deluxe Edition-」が発売された。三方背ケース仕様で特典DVD付属。CD収録曲はオリジナル盤と共通。

## チャート成績
- 8月7日付のオリコンデイリーランキングでは4位にランクイン。8月18日付のオリコン週間ランキングでは初動1.2万枚を売り上げ、週間10位にランクインした。4週目の9月8日付で累計2.5万枚に達し、自身最大のヒット曲となっており[2]、その後64週オリコンにチャートインするロングヒットとなった。
- iTunes日本総合チャートは長期間にわたり1位を獲得しているほか、ビルボードHot Animationにおいても2週連続の1位を獲得し[3]、さらに2週間後の9月8日付で1位返り咲きを果たした[4]。さらにその後も何度も返り咲き1位を記録し、2015年・2016年でも週間1位を獲得するなど、アニメソングとしては異例のロングヒットとなっている。
- 2016年11月度日本レコード協会リリースにて、フル配信（シングルトラック）での100万DL認定が発表された。アニメ関連としては「残酷な天使のテーゼ」、「創聖のアクエリオン」、「Beautiful World」以来の記録。
- 日本音楽著作権協会（JASRAC）の著作権使用料分配額（国内作品）ランキングで2015年度の年間6位[5]、2016年度の年間5位[6]、2017年度の年間7位[7]、2018年度の年間8位[8]を獲得した。

## 収録曲
- （全作詞・作曲・編曲：秦基博）（特記除く）

1. ひまわりの約束（編曲：秦基博、皆川真人）(5:15)
  - 東宝系3DCGアニメ映画『STAND BY ME ドラえもん』主題歌
  - NTT西日本 フレッツ光「突然やってくる」篇 CMソング
  - ABCテレビ『ビーバップ!ハイヒール』2017年6月期エンディングテーマ
  - NEXCO東日本CMソング
  - タイトルの「ひまわり」はドラえもんをイメージしたものだという[9]。
  - iTunes、mora、レコチョクにて、配信ウィークリー・チャートで1位を獲得した。
  - 2015年9月19日に逝去したフリーアナウンサー・黒木奈々の告別式では出棺の際にこの曲が流れた[10]。
2. 海辺のスケッチ
3. グッバイ・アイザック（Acoustic Session with 島田昌典）
  - 14thシングル曲をリアレンジしたもの。
4. ひまわりの約束（Backing Track）

## Deluxe Edition盤特典DVD収録内容
1. 「ひまわりの約束」Music Video<映画『STAND BY MEドラえもん』コラボレーションVer.>
2. 「ひまわりの約束」Music Video<Original Ver.>
3. 「ひまわりの約束（弾き語りVersion）」 Music Video<Director's cut.>

## 収録作品
| 発売日         | タイトル                    | 種別                   |
| -------------- | --------------------------- | ---------------------- |
| 2014年10月29日 | evergreen                   | ベストアルバム         |
| 2015年4月29日  | GREEN MIND 2014             | ライブDVD/BD           |
| 2015年12月16日 | 青の光景                    | オリジナルアルバム     |
| 2020年2月26日  | 映画ドラえもん うたの大全集 | ドラえもん映画主題歌集 |

## カバー等
| 発売日               | タイトル | 規格品番                            |
| カバー               | カバー | カバー                              |
| -------------------- | --- | ----------------------------------- |
| 2015年7月23日        | JYJ パクユチョン |                                     |
| 2015年9月2日         | 『Urban Night Lounge presents J-R&B DRIVING』                                                                       | SMCD-0017                           |
| 2015年9月6日         | 黒木佑樹『I SING MIYAZAKI』                                                                                         | SABM-1006                           |
| 2015年10月7日        | Matt Cab『春夏秋冬』                                                                                                | WPCR-16889                          |
| 2015年10月7日        | TOTALFAT『宴の合図』                                                                                                | RX-112                              |
| 2015年11月18日       | NU'EST『Bridge the World』(DVD/ミンヒョン・ソロ)                                                                    | BVCL-679                            |
| 2015年12月2日        | Super Junior-K.R.Y.『SUPER JUNIOR-K.R.Y. JAPAN TOUR 2015 -phonograph-』                                             | AVBK-79290 AVXK-79292 AVBK-79294    |
| 2016年2月10日        | もとつね番ちょう『番ちょうCOVERS』                                                                                  | AFD-0047                            |
| 2016年2月17日        | 『灯響プラグレス』(kain/すぃ)                                                                                       | QWCE-00562                          |
| 2016年3月2日         | 木山裕策『F 守りたい君へ』                                                                                          | UICZ-4342                           |
| 2016年9月21日        | クリス・ハートシングル『いのちの理由』                                                                              |                                     |
| 2017年6月7日         | 山崎育三郎『1936 ～your songs II』                                                                                  | (CD+DVD) UPCH-7326 (CD) UPCH-2127   |
| 2017年8月12日        | ハロー、ハッピーワールド!［弦巻こころ (伊藤美来) ］                                                                 |                                     |
| 2018年6月27日        | 鶫真衣 陸上自衛隊中部方面音楽隊 『いのちの音』                                                                      | COZQ1444~5                          |
| 2018年10月3日        | 林部智史『カタリベ1』                                                                                               | AVCD-93998                          |
| 2019年5月29日        | HAN-KUN『Musical Ambassador』                                                                                       | (CD+DVD) TYCT-69149 (CD) TYCT-60141 |
| 2019年8月21日        | タニケン（谷本賢一郎）『うたの店長さん〜タニケンのすてきな歌がそろっています Suteki Song Shop〜もうすぐおべんとう』 | KICG-8402                           |
| 2020年1月17日        | 和島あみ『じわソン 〜声優の卵が選んだ“泣けるアニソン”を、和島あみが歌ってみた〜』                                   | 配信限定                            |
| 2020年2月12日        | 堀江美都子『One Voice』                                                                                             | COCX-41057                          |
| 2021年3月28日        | 島津亜矢『SINGER 7』                                                                                                | TECE-3630                           |
| 2022年7月13日        | 高木さん（高橋李依）『「からかい上手の高木さん3&劇場版」Cover Song Collection』                                     | THCA-60272                          |
| 2022年7月13日        | 高木さん（高橋李依）『からかい上手の高木さん3&劇場版 Memorial Box』                                                 | THCA-60274                          |
| 2022年6月20日        | 二宮和也（嵐）『○○と二宮と』                                                                                        | JADA-0006                           |
| 2022年7月27日        | 狩野翔『[Re:collection] HIT SONG cover series feat.voice actors 〜10's-20's EDITION〜』                             |                                     |
| 坂本冬美             | 想いびと | UPCY-7979                           |
| インストゥルメンタル | |                                     |
| 2015年2月26日        | 福岡工業大学附属城東高等学校吹奏楽部『「復興」第44回定期演奏会』                                                    | OSBR-31009                          |
| 2015年10月14日       | 『カフェで流れるLOVE STORIES 20 〜BEST JAZZ COVERS〜』                                                              | SCCD-0580                           |
| 2015年12月9日        | 陸上自衛隊東北方面音楽隊『みんなのミュージックエイト〜みんなM8を吹いて成長した〜』                                  | KICC-1250                           |
| 2015年12月16日       | ぱんだウインドオーケストラ『PANDASTIC!! 〜Newest Standard〜』                                                       | COCQ-85282                          |
| 2016年1月13日        | 『はかなき恋の二胡〜アジアン・ヒーリング〜』                                                                        | KICS-3332                           |